# جغرافيا سياسية
الجغرافيا السياسية هي علاقة تأثير وتأثر بين الجغرافيا والسياسة بصفة عامة، مثلا في مصر كان قرار إنشاء قناة السويس سياسياً ترتب عليه تغير في المكان وهو الجغرافيا.
الجغرافيا السياسية هي العلم الذي يبحث في تأثير الجغرافيا على السياسة أي الطريقة التي تؤثر بها المساحة، والتضاريس والمناخ على أحوال الدول والناس. فبسبب الجغرافيا كانت أثينا إمبراطورية بحرية، وبسببها أيضا كانت إسبرطة أقرب في طبيعتها إلى القوة البرية. وبسبب الجغرافيا أيضاً، تمتعت الجزيرة البريطانية في القرن الثامن عشر بحرية الملاحة في البحار، في حين كانت بروسيا - وبسبب الجغرافيا أيضاً- محاطة بالأعداء من جميع الجهات.
تعتني الجغرافيا السياسية بدراسة النتائج الغير متساوية من الناحية المكانية للعمليات السياسية والطرق التي تتأثر بها العمليات السياسية بالهياكل المكانية. تقليديا، لأغراض التحليل، تبنت الجغرافيا السياسية هيكل ثلاثي النطاق مع دراسة الحالة في المركز، دراسة العلاقات الدولية والمحلية، يمكن تلخيص الاهتمامات الأساسية بالعلاقات المتبادلة بين الأشخاص والدولة والأراضي[بحاجة لمصدر].

## التاريخ
الجغرافي البريطاني هالفورد ماكندر[بحاجة لمصدر] كان متأثر بشدة بالحتمية البيئية وفي تطوير مفهومه عن «المحور الجغرافي للتاريخ» أو نظرية هارتلاند وفي عام 1904 : لقد جادل بأن عصر القوة البحرية كان على وشك الانتهاء وأن القوى البرية كانت في الصعود، وبصورة خاصة أن كل من يسيطر على قلب «أوروبا وآسيا» سوف يسيطر على العالم. تضمنت هذه النظرية مفاهيم متناقضة تمامًا مع أفكار ألفريد ثاير ماهان حول أهمية القوة البحرية في الصراع العالمي. افترضت نظرية قلب الأرض إمكانية إنشاء إمبراطورية ضخمة لا تحتاج إلى استخدام النقل الساحلي أو عبر المحيطات لتزويد المجمع الصناعي العسكري، وأنه لا يمكن هزيمة هذه الإمبراطورية من قبل بقية العالم المتحالف ضدها. لقد أثبت هذا المنظور تأثيره خلال فترة الحرب الباردة، حيث كان يدعم التفكير العسكري في إنشاء دول عازلة بين الشرق والغرب في وسط أوروبا[بحاجة لمصدر].
أدى الارتباط الوثيق مع الحتمية البيئية وتجميد الحدود السياسية خلال الحرب الباردة إلى انخفاض كبير في الأهمية المتصورة للجغرافيا السياسية، والتي وصفها براين بيري في عام 1968[بحاجة لمصدر] بأنها «مأزق احتضاري». على الرغم من أنه في هذا الوقت في معظم المجالات الأخرى للجغرافيا البشرية، كانت الأساليب الجديدة، بما في ذلك العلوم المكانية الكمية، والدراسات السلوكية، والماركسية الهيكلية، تعمل على تنشيط البحوث الأكاديمية، وقد تُجُوهِلَت إلى حد كبير من قبل الجغرافيين السياسيين الذين ظلت النقطة المرجعية الرئيسية هي النهج الإقليمي. ونتيجة لذلك، كانت معظم نصوص الجغرافيا السياسية التي أُنْتِجَت خلال هذه الفترة وصفية، ولم يكن حتى عام 1976 يستطيع ريتشارد موير أن يزعم أن الجغرافيا السياسية لم تعد بطة ميتة، ولكن في الواقع يمكن أن تكون طائر الفينيكس[بحاجة لمصدر].

## تعاريف مختلفة
الجغرافيا السياسية ليست فقط تأثير الجغرافيا على السياسة ولكن أيضا تأثير السياسة على الجغرافيا فهناك الكثير من القرارات السياسية التي غيرت الوجه الجغرافي لمناطق كثيرة بالعالم كشق القنوات الكبرى كقناة السويس مثلا.
وهناك عدة تعريفات للجغرافيا السياسية منها:
- تعريف الكساندر بأنها: دراسة الأقاليم السياسية التي تنقسم إليها الأرض كظاهرة من مظاهر سطحها سواء كانت الأقاليم صغيرة أو كبيرة.
- أما بومان فعرفها: تساعد في فهم السلوك السياسي للإنسان.
- أما العالم كوهين فقال بأنها: المناهج الجغرافية لدراسة العلاقات الدولية.

وإجمالاً يمكن فهم الجغرافيا السياسية بأنها دراسة الوحدات أو الأقاليم السياسية على أنها ظواهر على سطح الأرض ودراسة مقومات وجودها وتطورها اعتماداً على خصائص البيئة الجغرافية من حيث قوتها أو ضعفها واستقرارها أو تفككها كما تهتم الجغرافيا السياسية بدراسة النظم السياسية.

## اهتمامات ومعالجة الجغرافيا السياسية
تعالج الجغرافيا السياسية النمط السياسي للعالم وهو نمط معقد إلي حد كبير بسبب التجزئة المتباينة لسطح الأرض إلي وحدات سياسية تتفاوت في الحجم المساحي والسكاني تفاوتاً كبيراً، وتغير الأنماط السياسية في حدودها ومقوماتها ومشكلاتها الناجمة عن تفاعل الإنسان ببيئته مما ينعكس على أوضاعها الداخلية وعلاقاتها الخارجية.
وتهتم الجغرافيا الجغرافية السياسية في هذا المجال بمواكبة مظاهر التحول في رقعة الوحدات السياسية وسكانها ومواردها وعلاقتها بالدول الأخرى، لذا فهي تتصل بعلوم أخرى عديدة تتضافر كلها لتحليل القوة الجغرافية طبيعياً وحضارياً واقتصادياً وتحديد علاقاتها المتشعبة في المكان والزمان. (التاريخ –الإنسان والزمان والمكان- / العلوم السياسية –السياسة الخارجية للدولة والنظام الدولي والقانون الدولي).

## الجغرافيا السياسية عبر التاريخ
عموماً تعتبر الجغرافيا السياسية علماً أكاديمياً حديثاً بالرغم من وجود مبادئها يعد أشهر من كتب ف الجغرافيا السياسية هو الفيلسوف أرسطو (الحجم السكاني الأمثل للدولة، المساحة الأفضل للدولة)، واسترابو، وابن خلدون (دورة حياة الدولة) لكن يعتبر الألمان هم من بدأوا هذا العلم وذلك بعد أن نشر الجغرافي الألماني فريدريك راتزل كتابه (الجغرافيا السياسية) وذلك في سنة 1897م ويعد الألمان أكثر من كتب في الجغرافيا السياسية.
وهي تضم مجموعة من المفاهيم السياسية الرئيسية منها: جغرافية المستعمرات، الدولة والإقليم، الأمة والقومية، جغرافية الانتخابات، إضافةً للخطط الإستراتيجية الجيوبولتيكية التي حكمت العلاقات السياسية الحربية القديمة بل والحديثة على أساس خصائص البيئة الجغرافية.